# 第43独立砲兵旅団 (ウクライナ陸軍)
第43独立砲兵旅団（だい43どくりつほうへいりょだん、ウクライナ語: 43-тя окрема артилерійська бригада）は、ウクライナ陸軍の旅団。陸軍司令部隷下。
首都防衛を任されたオレグ・シェフチュク旅団長は、父親がソビエト連邦軍、ロシア連邦軍の軍人で、自身もロシア出身で1993年にウクライナに宣誓したが、現在もロシアに親戚が居るためロシアとの戦争では複雑な心境を吐露している。

## 概要

### ドンバス戦争
2015年5月5日、ドンバス戦争の影響に伴い、第26独立砲兵旅団隷下の第5自走砲大隊を基幹にキーウ州で創設された。
2016年、第45独立自動車化歩兵大隊が警備大隊に改編された。
2020年10月14日、ウォロディミル・ゼレンスキー大統領から、名誉称号「タラス・フェドロヴィチ」を授与された。

### ロシアのウクライナ侵攻

#### 北部・キーウ戦線
2022年2月24日、ロシアのウクライナ侵攻では、北部キーウ州に配備され、キーウ守備隊を火力支援し、4月上旬にロシア軍は撤退した。

#### 北東部・ハルキウ戦線
2022年9月上旬、北東部ハルキウ州に再配置され、2022年ウクライナの東部反攻に火力支援で参加し、ハルキウ州の大部分を解放した。
2022年11月3日、ウォロディミル・ゼレンスキー大統領から、勇気と勇敢さに対する栄誉賞を授与された。

#### 東部・バフムート戦線
2023年3月、激戦地の東部ドネツィク州バフムート地区に再配置され、ソレダル守備隊を火力支援した。

#### 東部・スヴァトヴェ-クレミンナ戦線
2023年9月、東部ルハーンシク州スヴァトヴェ地区に再配置され、友軍を火力支援した。

#### 東部・アウディーイウカ戦線
2023年11月、激戦地の東部ドネツィク州ポクロウシク地区に再配置され、アウディーイウカ守備隊を火力支援した。

## ギャラリー

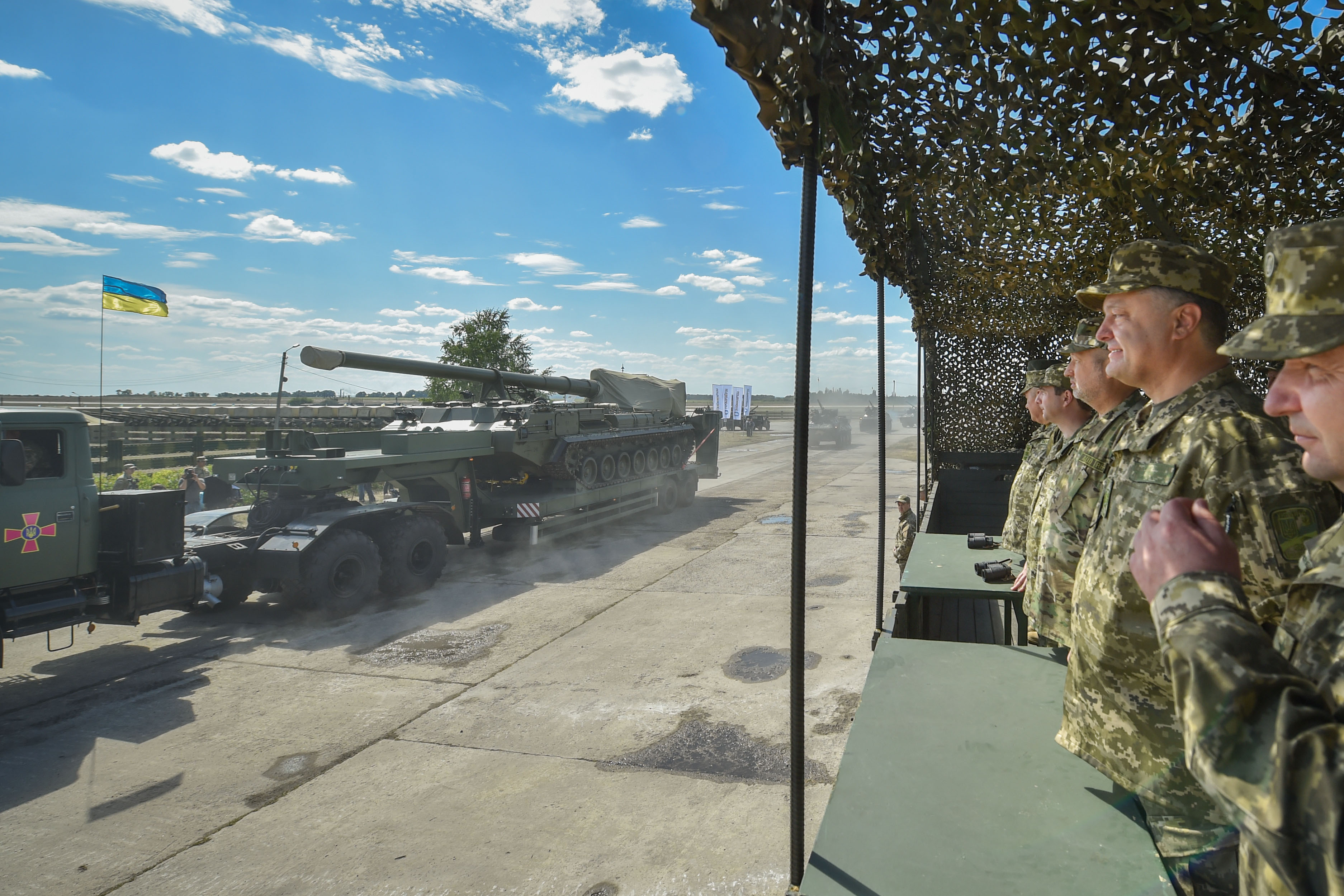
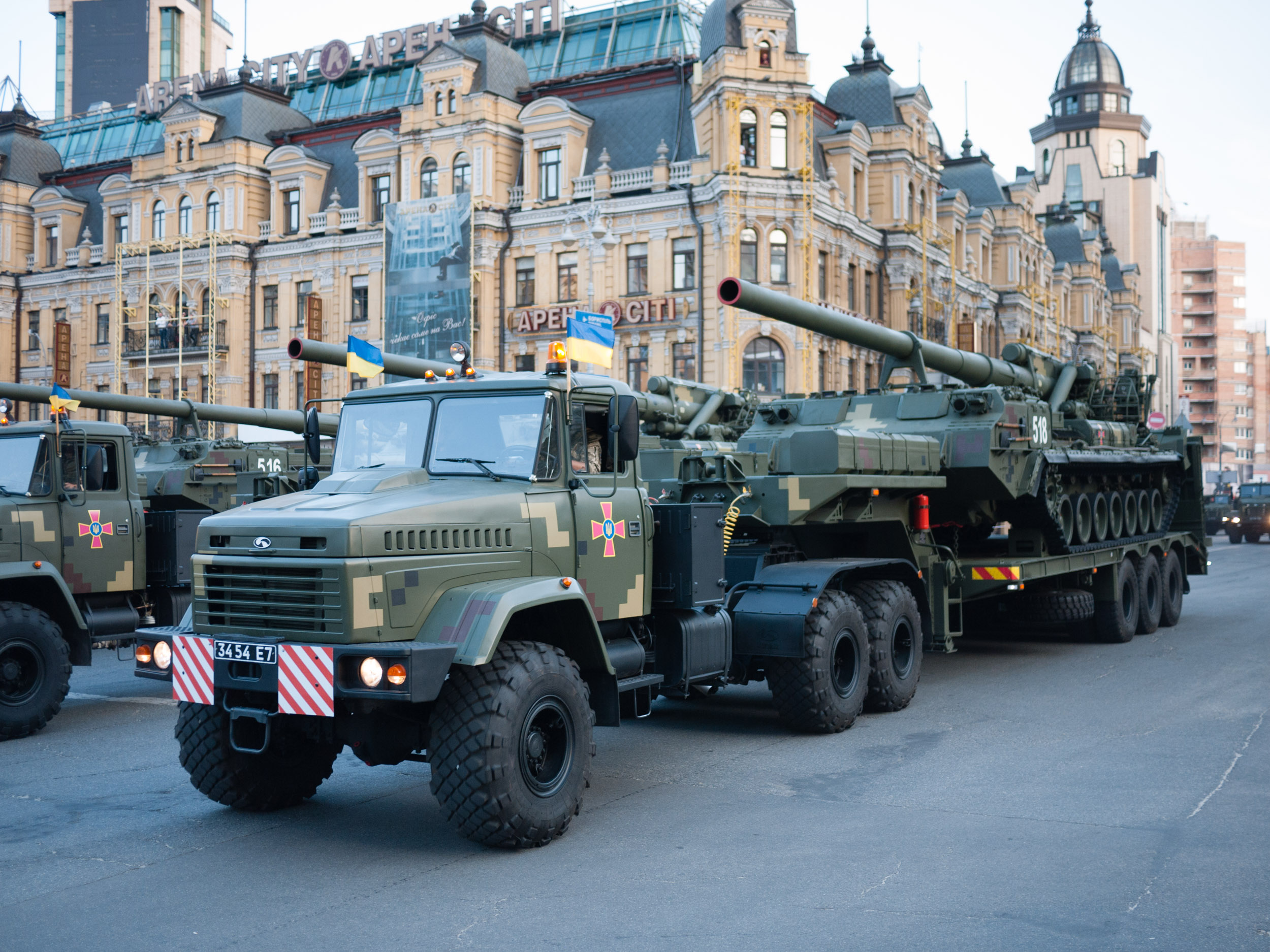
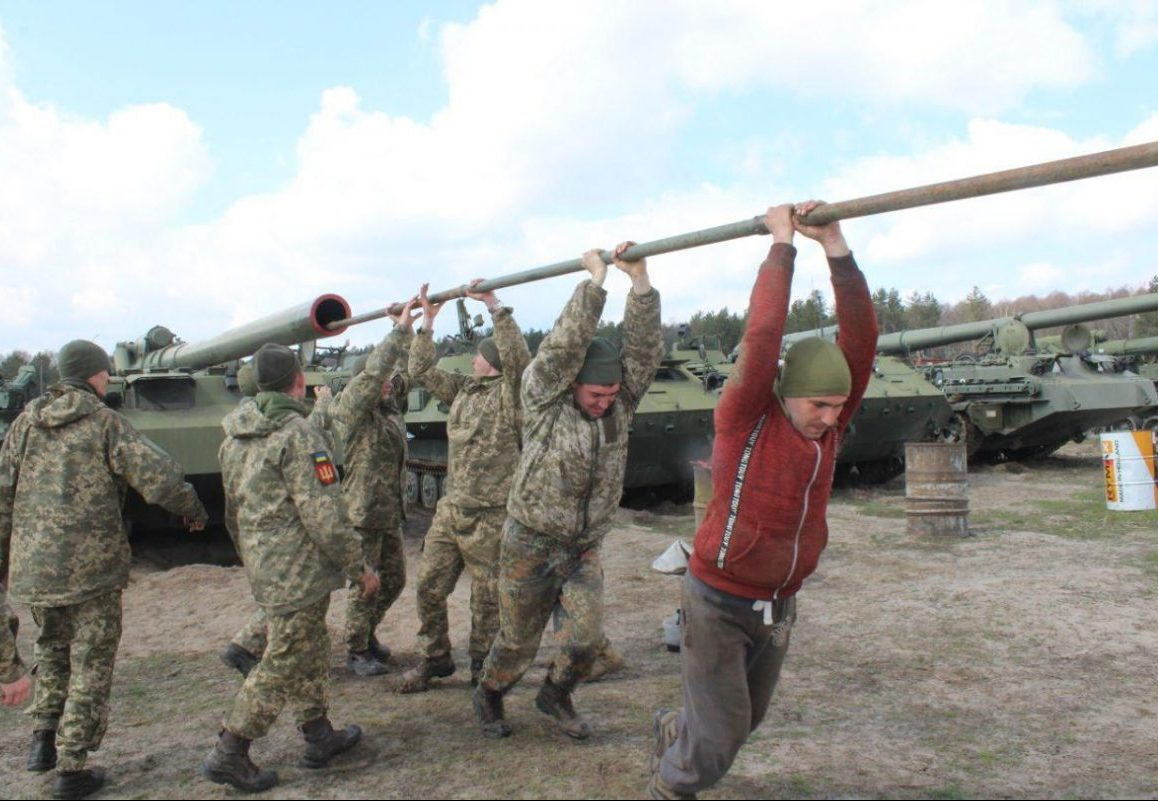
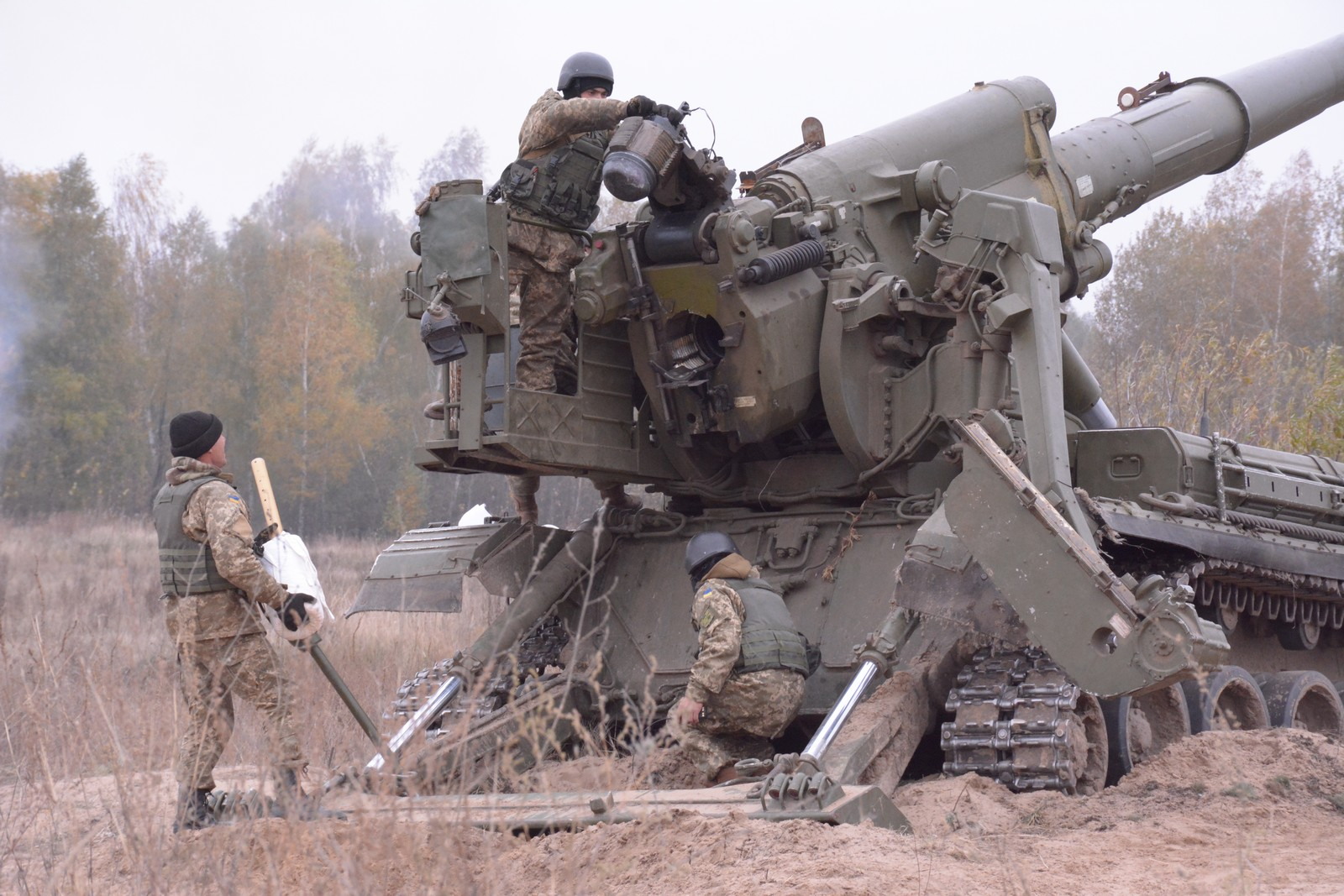

## 編制
- 旅団司令部（ピリャチン）
- 第1自走砲大隊
- 第2自走砲大隊
- 第3自走砲大隊
- 第4自走砲大隊
- 第209対戦車砲大隊
- 砲兵偵察大隊
- 第45警備大隊
- 工兵中隊
- 整備中隊
- 兵站中隊
- NBC防護小隊